# Império do Divino Espírito Santo da Candelária

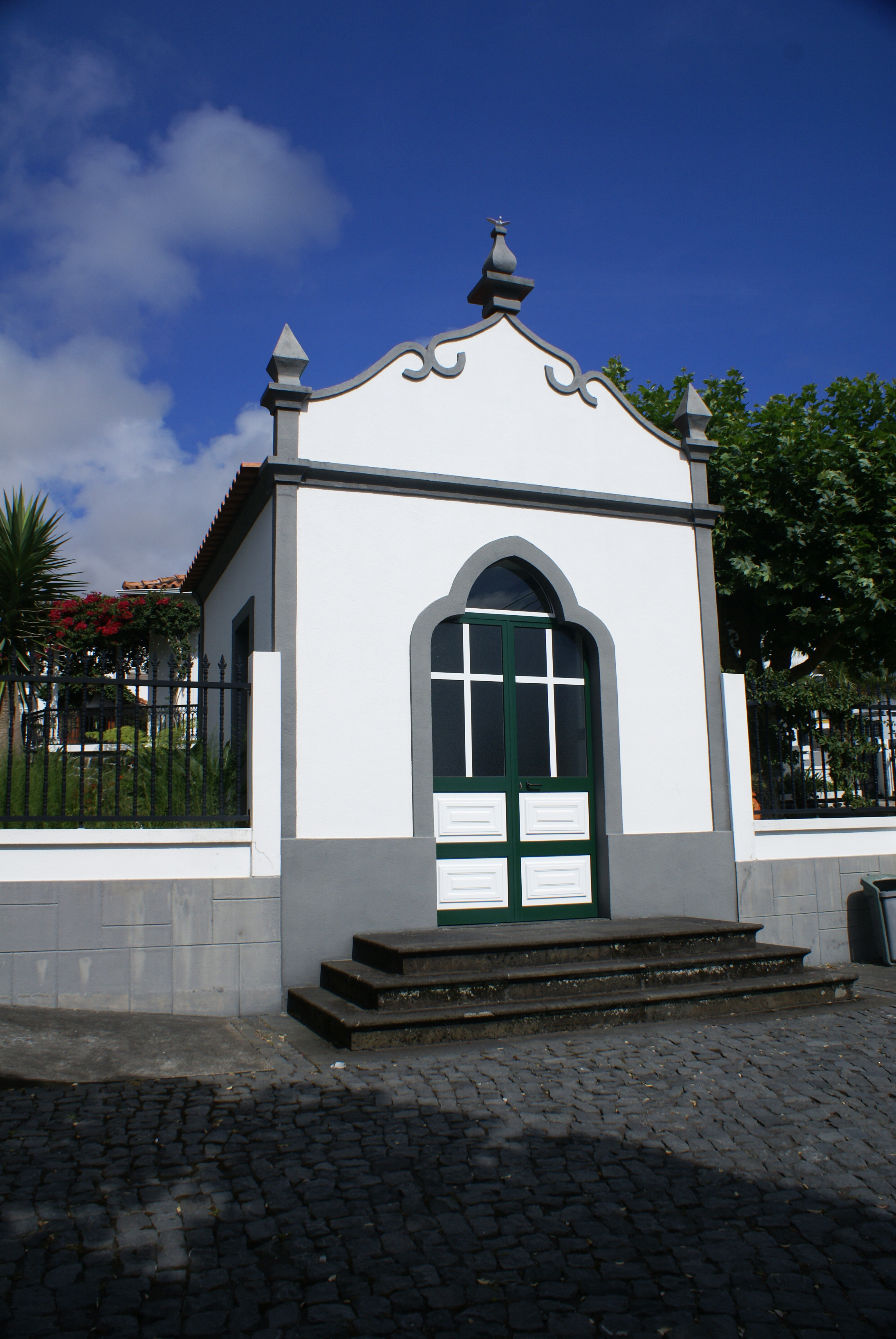
Império do Espírito Santo da Candelária.

O Império do Divino Espírito Santo da Candelária é um Império do Divino Espírito Santo português que se localiza na freguesia da candelária, concelho da Madalena do Pico, ilha do Pico, arquipélago dos Açores.